# Aloys Blumauer

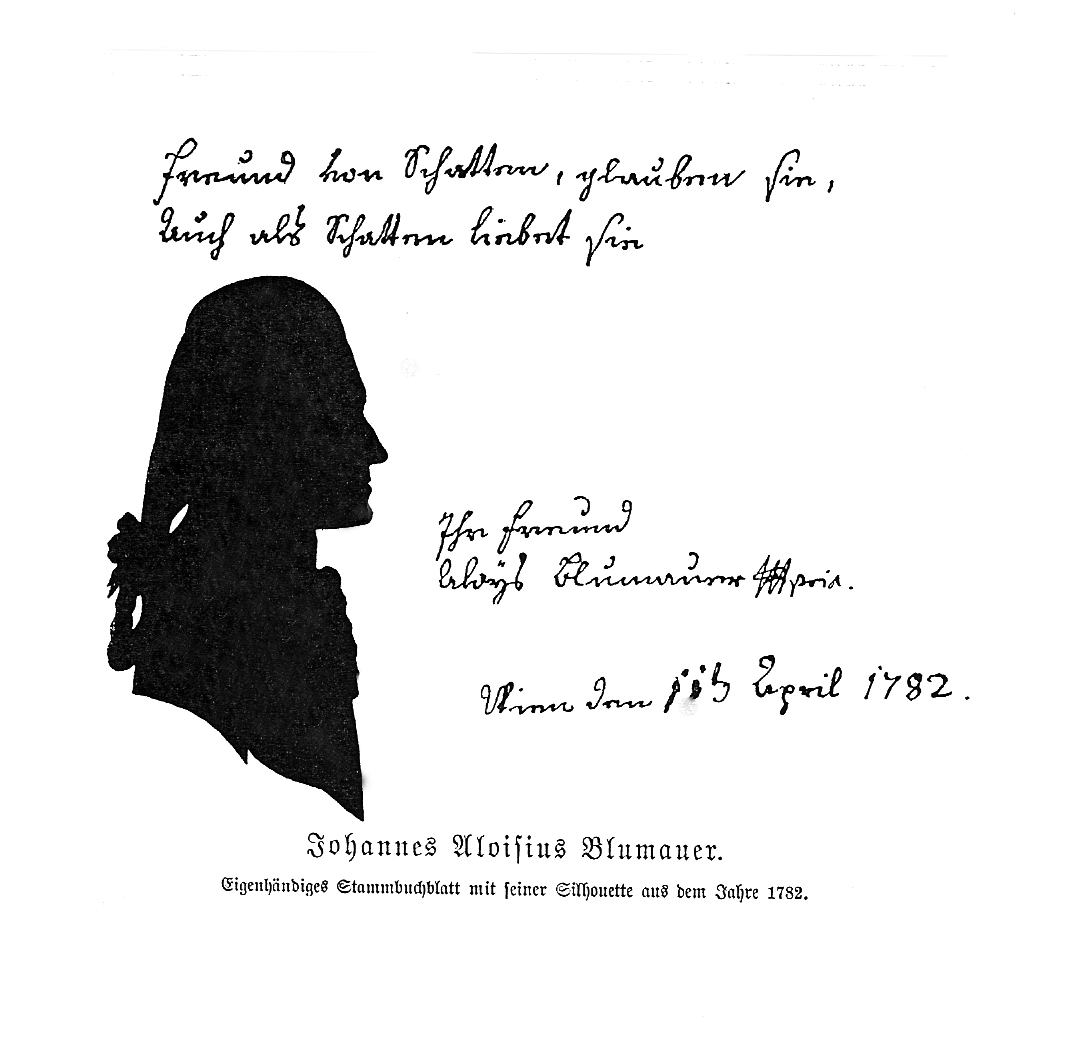
Aloys Blumauer.

Aloys Blumauer född 21/22 december 1755 i Steyr, död 16 mars 1798 i Wien, var en österrikisk författare.
Blumauer var jesuitnovis och blev senare hovcensor i Wien. Han var även bokhandlare och blev främst känd för sin samtidssatiriska travesti på Vergilius Aeneiden, Abenteuer des frommen Helden Aeneas (1784-1788) med hånfulla utfall mot hierarki och munkväsen. Hans verk utkom första gången i svensk översättning 1813-17 (av Jonas Magnus Stiernstolpe).